# Leucauge uberta
Leucauge uberta là một loài nhện trong họ Tetragnathidae.
Loài này thuộc chi Leucauge. Leucauge uberta được Eugen von Keyserling miêu tả năm 1893.